# Sinecismo
El término sinecismo o sinoicismo (en griego antiguo: συνοικισμóς, synoikismós, literalmente «cohabitación») alude en la Antigua Grecia a un proceso histórico de unión de dos o más núcleos de población, tanto desde el punto de vista físico como jurídico, formando una polis ya existente o bien creando una nueva. Los motivos que daban lugar a un sinecismo podían ser: la dominación de un territorio por una ciudad más poderosa (caso del Ática por Atenas), el fortalecimiento de la situación económica y financiera de una ciudad, las necesidades urbanísticas o las necesidades militares.
Esparta nació mediante el sinecismo de cinco aldeas en el siglo VIII a. C. Siguiendo la historiografía griega, el sinecismo es un proceso gradual continuo, en tanto que para las fuentes clásicas helenas se trata de actos fundacionales llevados a cabo por una única persona, como Teseo en el caso ateniense. 
En los albores de Roma el sinecismo de las aldeas cercanas al río Tíber se produjo por diversos motivos.
Los romanos lo practicaron igualmente en los ámbitos provinciales, en este caso avecindando en una misma ciudad a los pobladores autóctonos y a nuevos grupos de colonos latinos o romanos. 
Siguiendo la historiografía griega, el sinecismo es un proceso gradual continuo, en tanto que para las fuentes clásicas helenas se trata de actos fundacionales llevados a cabo por un héroe mítico, como Teseo en el caso ateniense. Otros casos típicos de sinecismo fueron la unificación de Rodas (411-407 a. C.) y la creación de Megalópolis (368-367 a. C.).

## El sinecismo ateniense
Desde los tiempos de Cécrope y de los primeros reyes hasta la época de Teseo, los habitantes del Ática vivieron siempre repartidos en pequeñas ciudades (polis), cada una con sus pritaneos y sus magistrados, y cuando no tenían nada que temer no se reunían con el rey para deliberar, sino que deliberaban y decidían su política por separado. Hubo incluso algunos que hicieron la guerra, como fue el caso de los eleusinos y Eumolpo contra Erecteo.
Pero cuando subió al trono Teseo y unió el poder a la inteligencia, entre otras medidas que tomó para organizar el país, suprimió los consejos (bouleuteria) y las magistraturas de las otras ciudades y unificó a todo el mundo en la ciudad actual, estableciendo un consejo y un pritaneo únicos; y, aunque siguieron ocupando sus tierras separadamente igual que antes, les obligó a limitarse a esta única ciudad, que, cuando fue dejada por Teseo a sus sucesores, se había convertido en una gran ciudad gracias a que todos le aportaban ya sus tributos. Y en memoria de esto los atenienses todavía hoy celebran, a expensas públicas, las fiestas Sinecias en honor de la diosa.
Tucídides, II, 15, 1-2

Después de la muerte de Egeo, (Teseo) se propuso una ingente y admirable empresa: reunió a los habitantes del Ática en una sola ciudad (asty) y proclamó un solo pueblo (polis) de un solo Estado, mientras que antes estaban dispersos y era difícil reunirlos para el bien común de todos, e, incluso, a veces tenían diferencias y guerras entre ellos. Yendo, por tanto, en su busca, trataba de persuadirlos por pueblos y familias [génoi]; y los particulares y pobres acogieron al punto su llamamiento, mientras que a los poderosos les prometió un Estado sin rey y una democracia que dispondría de él solamente como caudillo en la guerra y guardián de las leyes, en tanto que en las demás competencias proporcionaría a todos una participación igualitaria. Algunos parecieron aceptar estas razones, pero otros, temerosos de su poder, que ya era grande, y de su decisión, les parecía preferible aceptarlas por la persuasión mejor que por la fuerza.
Derribó, por consiguiente, los pritaneos y consistorios (bouleuteria) y abolió las magistraturas de cada lugar y, construyendo un pritaneo y consistorio (bouleuterion) común para todos allí donde ahora se asienta la ciudad, al Estado le dio el nombre de Atenas e instituyó las Panateneas como fiesta común.
Celebró también las Metekías (Metoikia) el día dieciséis del mes de Hecatombeón, fiestas que todavía hoy celebran.
Plutarco, Teseo, 24, 1-4.